# تشارلي ماكدونالد
تشارلي ماكدونالد (بالإنجليزية: Charlie MacDonald)‏ (13 فبراير 1970 في المملكة المتحدة - ) هو لاعب كرة قدم بريطاني في مركز الهجوم. لعب مع أولدهام أثلتيك وإبسفليت يونايتد وبوريهام وود إف سي وتشارلتون أثلتيك وستيفيناغ بوروه وكولتشستر يونايتد وميلتون كينز دونز ونادي بارنت ونادي برينتفورد ونادي توركي يونايتد ونادي ساوثيند يونايتد ونادي كرولي تاون ونادي ليتون أورينت ونادي مارغيت وسانت ألبانز سيتي ونادي تشيلتنهام تاون لكرة القدم.

## وصلات خارجية
- تشارلي ماكدونالد على موقع قاعدة بيانات كرة القدم.إي يو (الإنجليزية)
- تشارلي ماكدونالد على موقع Soccerbase.com (لاعب) (الإنجليزية)
- تشارلي ماكدونالد على موقع عالم كرة القدم.نت (الإنجليزية)